# Janette Oke
Janette Oke (née Steeves le 18 février 1935) est une auteure canadienne et pionnière dans le genre de la fiction. 
Ses livres tournent pour la plupart autour de personnages féminins. Sa première œuvre Love Comes Softly (L’amour vient sur la pointe des pieds) a été publié par la maison d’édition Bethany House en 1979. When Calls the Heart, publié pour la première fois 1983, a été adaptée pour la télévision Le cœur a ses raisons : Le Journal d'une institutrice diffusé le 19 octobre 2013. La série du même nom sortie en 2014 est la seconde adaptation de la série.

## Biographie
Janette Steeves est née à Champion, en Alberta, de parents fermiers, Fred et Amy.
Elle a étudié au Mountain View Bible College de Disbury en Alberta et a obtenu un diplôme.
Elle publie son premier roman Love Comes Softly en 1979.

## Vie personnelle
Elle est chrétienne évangélique.
Elle a rencontré son mari Edward Oke durant ses études. C’est ensemble qu’ils ont eu quatre enfants, dont deux jumeaux.

## Prix
Janette Oke a reçu en 1992 un prix provenant de l’association des publications chrétiennes évangéliques (Evangelical Christian Publishers Association). En 1999, elle a également reçu un prix par CBA Life Impact et le prix de la médaille d’or pour ses fictions. Elle a donc eu un très grand succès.

## Liste des livres par Janette Oke

### Love Comes Softly(L’amour vient sur la pointe des pieds)[3]
Elle rédigea une série de huit livres dont le premier a été publié en 1979 par la maison d’édition Bethany House. Tous les ouvrages de cette série ont été traduits en français.
1. L'amour vient sur la pointe des pieds, Echos de la joie, 1990 ((en) Love Comes Softly, 1979) (OCLC 642905123)
2. Un amour plein de Promesses, Echos de la joie, 1993 ((en) Love's Enduring Promise, 1980) (OCLC 642905126)
3. Une demeure pour notre amour, Echos de la joie, 1993 ((en) Love's Long Journey, 1982)
4. La joie demeure, Echos de la joie, 1990 ((en) Love's Abiding Joy, 1983)
5. L'amour ne meurt jamais, Echos de la joie, 1990 ((en) Love's Unending Legacy, 1984)
6. Les rêves d'amour s'envolent, Echos de la joie, 1990 ((en) Love's Unfolding Dream, 1987)
7. L'amour prend des ailes, Echos de la joie, 1990 ((en) Love Takes Wing, 1988)
8. Un chez-soi pour Belinda, Echos de la joie, 1990 ((en) Love Finds a Home, 1989)

Cette série a, par la suite, été publiée en deux coffrets : le volume de 1 à 4 et le volume 5 à 8. Les ouvrages ont été revisités et republiés en 2003 et 2004.
C’est à partir du premier livre Love Comes Softly (À la conquête d'un cœur) qu’une série du même nom s’est inspirée et a donc vu le jour sur la chaîne TV Hallmark. Le casting était composé d'acteurs qui aujourd'hui sont toujours de notoriété : Katherine Heigl, Dale Midkiff, Corbin Bernsen, Erin Cottrell et bien d’autres encore. Les directeurs des films ont ponctuellement inclus Michael Landon Jr. et Lou Diamond Phillips dans les tournages.
De plus, trois antépisodes (ou préquelles), œuvres où l’histoire précède celle de l’œuvre antérieurement créée, ont vu le jour, tels que Love’s Christmas Journey en 2012, Love Begins et Love’s Everlasting Courage en 2011. À noter que ces trois œuvres ne se basent pas sur celles de Janette Oke.

### A Prairie Legacy
Cette série composée de quatre livres a également été publiée par la maison d’édition Bethany House.
1. (en) The Tender Years, 1997
2. (en) A Searching Heart, 1998
3. (en) A Quiet Strength, 1999
4. (en) Like Gold Refined, 2000

Cette série se place à la suite de la première série Love Comes Softly.

### Seasons of the Heart
Cette série publiée en 2002 est composée de quatre livres a également été publiée par la maison d’édition Bethany House.
1. (en) Once Upon a Summer, 1981
2. (en) The Winds of Autumn, 1987
3. (en) Winter Is Not Forever, 1988
4. (en) Spring's Gentle Promise, 1989

### Canadian West
Cette série publiée en 2005 composée de six livres a également été publiée par la maison d’édition Bethany House. Les deux derniers livres ont été publiés bien plus tard et se sont focalisés sur les enfants de la série. C’est en 2015 que les six livres ont été proposés en un unique format e-book.
1. (en) When Calls the Heart, 1983
2. (en) When Comes the Spring, 1985
3. (en) When Breaks the Dawn, 1985
4. (en) When Hope Springs New, 1986
5. (en) Beyond the Gathering Storm, 1999
6. (en) When Tomorrow Comes, 2000

La série a été adaptée pour la première fois à la télévision avec le téléfilm Le cœur a ses raisons : Le Journal d'une institutrice diffusé le 19 octobre 2013. La série du même nom est la seconde adaptation de la série.

### Return to the Canadian West
Cette série composée de trois livres a également été publiée par la maison d’édition Bethany House. Une série écrite par Janette Oke avec l’aide de sa fille, Laurel Oke Logan.
1. (en) Where Courage Calls, 2014
2. (en) Where Trust Lies, 2015
3. (en) Where Hope Prevails, 2016

### Song of Acadia
Cette série composée de cinq livres a également été publiée par la maison d’édition Bethany House et co-écrite avec T. Davis Bunn.
1. (en) The Meeting Place, 1999
2. (en) The Sacred Shore, 2000
3. (en) The Birthright, 2001
4. (en) The Distant Beacon, 2002
5. (en) The Beloved Land, 2002

### Acts of Faith
Cette série composée de trois livres a également été publiée par la maison d’édition Bethany House et co-écrite avec T. Davis Bunn.
1. (en) The Centurion's Wife, 2009
2. (en) The Hidden Flame, 2010
3. (en) The Damascus Way, 2011

### Livres autonomes
- (en) Return to Harmony, 1996Écrit avec T. Davis Bunn.
- (en) Another Homecoming, 1997Écrit avec T. Davis Bunn.
- (en) Tomorrow’s Dream, 1998Écrit avec T. Davis Bunn.
- (en) Dana’s Valley, 2001Écrit avec Laurel Oke Logan.

#### Livres sur les femmes de l'Est
Janette Oke a également publié des livres relatifs au parcours de vie de différentes femmes de l’Est. Ce corpus de livres n’est pas une série, puisqu’il n’y a pas de lien entre eux et ne demande donc pas un ordre de lecture spécifique.[réf. nécessaire]
- (en) The Calling of Emily Evans, 1990
- (en) Julia's Last Hope, 1990
- (en) Roses for Mama, 1990
- (en) A Woman Named Damaris, 1991
- (en) They Called Her Mrs. Doc, 1992
- (en) The Measure of a Heart, 1992
- (en) A Bride for Donnigan, 1993
- (en) Heart of the Wilderness, 1993
- (en) Too Long a Stranger, 1994
- (en) The Bluebird and the Sparrow, 1995
- (en) A Gown of Spanish Lace, 1995
- (en) Drums of Change, 1995

### Janette Oke’s Animal Friends
1. (en) The Impatient Turtle, 1986
2. (en) The Prodigal Cat, 1984
3. (en) Spunky's Diary, 1982
4. (en) This Little Pig, 1991
5. (en) New Kid in Town, 1983
6. (en) Ducktails, 1985
7. (en) Prairie Dog Town, 1988
8. (en) Trouble in a Fur Coat, 1990
9. (en) Maury Had a Little Lamb, 1989
10. (en) Pordy's Prickly Problem, 1993
11. (en) A Cote of Many Colors, 1987
12. (en) Who's New at the Zoo?, 1998

Cette série a par la suite été publiée en deux coffrets : le volume de 1 à 6 et le volume 7 à 12.

### Autres ouvrages
- (en) My Favorite Verse, 1987
- (en) The Father of Love, 1989
- (en) The Loving Heart-Calendar, 1992
- (en) Janette Oke's Reflections on the Christmas Story, 1994
- (en) My Favorite Recipes: Featuring Devotional & Selected Recipes, 1994
- (en) Celebrating the Inner Beauty of Women, 1998
- (en) The Father Who Calls: Devotional Insights for Daily Meditations, 1988
- (en) The Hunger of Your Heart: Finding Fulfillment Through a Closer Walk With God, 1998
- (en) Making Memories, 1999Écrit avec Cheri Bladholm.
- (en) Janette Oke 2000 Engagement Diary, 1999
- (en) Janette Oke 2001 Engagement Diary (Calendar), 2000
- (en) What Does Love Look Like?, 2001Écrit avec Cheri Bladholm.